# Higüey
 (mai 2021).
Si vous disposez d'ouvrages ou d'articles de référence ou si vous connaissez des sites web de qualité traitant du thème abordé ici, merci de compléter l'article en donnant les références utiles à sa vérifiabilité et en les liant à la section « Notes et références ».

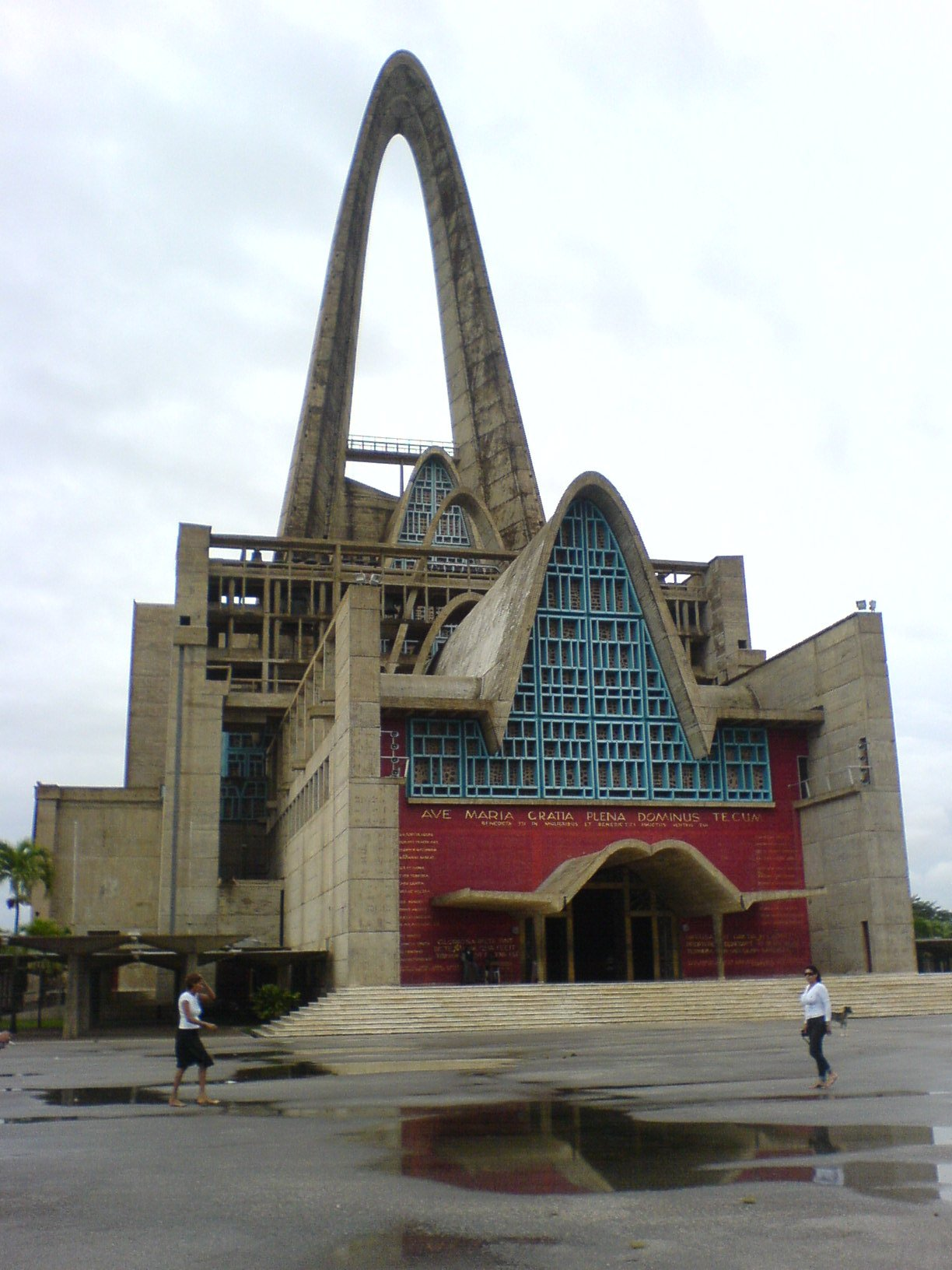

Higüey est une ville de la République dominicaine, capitale de la province de La Altagracia, située à environ 145 km à l'est de la capitale, Saint Domingue.

## Étymologie
Higüey désigne une (ancienne) chefferie de l'est de l'île. Selon certains auteurs, Guey ou huiou signifie soleil en taino, ce qui peut correspondre à sa situation à la pointe orientale de l'île, dans la région qui reçoit d'abord les rayons du soleil.

## Histoire
Lorsque les colons espagnols arrivent, la partie orientale de l'île dépend du royaume des Indiens Caíçimu-Higüey Taino, de langue taïno. Le territoire de l'actuelle Higüey est un des derniers à être conquis par Juan de Esquivel, chef désigné à cet effet en 1503 par Nicolas de Ovando, le gouverneur de la colonie.
L'occupation espagnole s'intensifie après plusieurs incidents liés à Saona, avec attaques croisées et harcèlements réciproques. En réponse, Nicolás de Ovando, gouverneur de la colonie, expédie un détachement de 300 hommes, dont Bartolomé de Las Casas, sous le commandement de Juan de Esquivel.
Les Espagnols remportent le conflit en imposant au chef Cotubano la signature d'un accord de paix, et en construisant un petit fort occupé par un petit détachement de neuf soldats sous le commandement du capitaine Villaman. La trêve est de courte durée, huit des neuf soldats sont tués. Un second conflit débute, et dure huit ou neuf mois, car les Indiens ont une plus grande connaissance de la jungle. Las Casas combat à Higüey sous le commandement du capitaine Diego Velázquez de Cuéllar, et reçoit une parcelle dans la ville de La Vega, qu'il administre jusqu'à 1506. Enfin, après de nombreuses victimes des deux côtés, les Espagnols découvrent la cache de Cotubano sur l'île de Saona, l'arrêtent, et Nicolas de Ovando le condamne à mort. Les Tainos, révoltés, puis défaits, sont réduits en esclavage pour les tâches les plus difficiles dans les plantations. Leur population diminue en conséquence, ce qui motive l'importation dans l'île d'esclaves africains. 
Le 7 décembre 1508, la colonie de Higüey obtient une plus grande autonomie par l'octroi d'un privilège royal pour afficher un blason, dans le cadre de la paroisse et du comté d'El Seibo. Pendant la période coloniale, malgré son éloignement de Saint-Domingue, la ville bénéficie d'une activité agricole majeure avec la canne à sucre, le gingembre et le cacao. Après quelques décennies, en raison de son éloignement de la côte. cette activité agricole a finalement été réorientée vers l'élevage extensif. 
Dans le cadre du traité de Bâle (22 juillet 1795), la colonie espagnole de Saint-Domingue passe sous contrôle des Français. En 1804, les esclaves de la partie occidentale de l'île (Haïti) déclarent leur indépendance après des batailles sanglantes. La partie espagnole ou orientale demeure aux mains des Espagnols en fait, malgré le traité, juste parce que le seul contingent français disponible se compose en majorité de Noirs et de mulâtres. En outre, la Colombie ne reconnaît pas le transfert, arguant qu'il viole les anciennes dispositions du traité d'Utrecht. Tout ceci conduit à l'invasion de la zone espagnole par l'armée haïtienne, ce qui provoque une menace pour leur indépendance nouvellement acquise. Les Français, dirigés par le frère de Napoléon en droit, le général Charles-Victor-Emmanuel Leclerc, repoussent les Haïtiens en 1802. Pendant la domination française, Higüey est un département du district d'Ozama. En 1809, redevenue espagnole, Higüey est réintégrée au district d'El Seibo. 
En 1821 et 1822, une éphémère indépendance est très mouvementée, avec deux guerres, avec Haïti et pour l'indépendance. Higüey est ainsi occupée en 1822 par les forces haïtiennes, sous le commandement de Jean-Pierre Boyer. En conséquence, l'économie locale périclite sous l'occupation et les expropriations militaires. C'est cependant l'époque où l'esclavage est enfin aboli, sous le contrôle du temps d'Haïti et par l'application par la marine britannique dans les politiques anti-esclavagistes des Caraïbes préconisées par William Wilberforce.
En 1844, après la proclamation de l'indépendance de la République dominicaine, la nouvelle équipe dirigeante centrale remet Higüey sous l'administration de la province d'El Seibo. La ville prend part aux divers événements de l'histoire dominicaine, occupation anti-américaine de Saint Domingue (1916-1924 et 1965-1966), et connaît les mêmes périodes de relative prospérité ou de misère.

## Actualité
Au cours des dernières décennies, la ville a connu une croissance économique stable et rapide grâce au développement d'une importante industrie touristique. La réussite du lancement de ce secteur tient à divers atouts : excellentes conditions naturelles de la région, beauté, qualité climatique, et importants investissements d'entreprises étrangères. En conséquence, Higüey connaît une forte croissance démographique en 2010, dépassant 170.000 d'habitants. Une partie de cette population est composée de travailleurs de grands complexes hôteliers de Punta Cana, distante d'environ 50 km. En outre, la croissance rapide de la population explique le nombre important de la population en immigration interne, originaire de différentes régions du pays, en particulier la plaine côtière de l'Est (Saint-Domingue, La Romana, San Pedro de Macoris).
Higüey, désormais rattachée à la province de La Altagracia, connaît un décollage économique remarquable. Dans les années 1970, grâce à la hausse du prix de vente du sucre. Au début des années 80, l'exploitation touristique (espagnol, puis autre) s'amorce. Le principal atout réside dans les plages de l'extrémité orientale de l'île, en particulier Punta Cana et Bavaro.
La zone urbaine de la ville comporte principalement deux monuments, la basilique Notre-Dame-de-la-Altagracia et l'église Saint-Denys du XVIe siècle.

## Avenues et des rues principales
- Av. Vertilio Alfau Duran
- Av. La Altagracia
- Av. Gastón F. Deligne
- Av. Juan XXVIII De La Salle
- Av. Laguna llana
- Av. Club Rotario
- C/ Agustín Guerrero
- C/ Félix Serbio Doucudray
- C/ Francisco Richiez
- C/ Huascar Tejeda
- C/ Pedro Livio Cedeño
- C/ Teófilo Guerrero del Rosario
- C/ Las Carreras
- C/ 27 de Febrero
- C/ Beller
- C/ Duverge

## Secteurs principaux
- San Martín
- Savica
- Juan Pablo Duarte
- Cambelen
- Antonio Guzmán Fernández
- Villa Nazaret
- Los Rosales
- Los Platanitos
- San José
- Los Sotos (Abajo- Arriba)
- La Imagen de la Virgen
- Villa Cerro
- Los Coquitos
- Bella Vista
- 21 de Enero
- Centro
- El Tamarindo
- La Malena
- San Francisco
- Mamá Tingo
- Ana Amelia
- Doña Fema
- El Mamey
- San Pedro
- Chilo Poueriet
- El Obispado

## Économie
L'économie de Higüey est basée sur
- l'agriculture tropicale, canne à sucre, café, tabac (à priser), cacao, riz, maïs),
- l'élevage bovin (viande et lait) et porcin
- la pêche,
- le tourisme côtier.

## Basilique Notre-Dame-de-la-Altagracia
La patronne en est la Vierge de la Altagracia, reprenant un tableau apporté dans l'île par les missionnaires espagnols, toujours exposé dans le Sanctuaire de Notre-Dame de La Altagracia. Chaque année, le jour de sa fête, le 21 janvier, des milliers de Dominicains se rassemblent pour vénérer l'image miraculeuse de ce qui pourrait être le plus ancien sanctuaire marial des Amériques. La Bibliothèque nationale d'Espagne à Madrid conserve une lettre en espagnol du Can. Lic. Luis Jerónimo de Alcocer, qui mentionne cette vénération. En 1650, l'église actuelle a été construite en l'honneur de cette image. 
La basilique Notre-Dame-de-la-Altagracia, inaugurée le 21 janvier 1971, est nommée d'après le saint patron du peuple dominicain. Elle a été conçue par les architectes français A. Dunover de Segonzac et Pierre Dupré, pour remplacer l'ancien sanctuaire de 1572.  Elle a été déclarée, le 12 octobre 1970, monument national. Le 17 octobre, le pape Paul IV l'a déclarée basilique mineure. Cette basilique comporte une grande sculpture grise de croix latine. La passerelle en bronze plaquée or a été bénie par le pape Jean-Paul II à Rome. Le bâtiment dispose d'un clocher de 45 cloches en bronze. C'est un monument visité par des milliers de pèlerins chaque année, qui viennent demander des faveurs et remercier la patronne du peuple dominicain.

## Universités
Higüey dispose de deux grandes universités qui enseignent en permanence. L'une est publique et libre, l'autre est privée, dépendant de l'évêché Notre-Dame d'Altagracia, Universidad Autónoma de Santo Domingo Recinto Higüey.
L'université publique a été créée le 14 décembre 1966, par l'Honorable Conseil de l'Université de l'Université Autonome de Saint-Domingue (UASD). Le siège est situé à Higüey, province Altagracia en ½ mile de la route Higüey-Yuma. Sa zone d'influence représente les provinces de La Altagracia, El Seibo, La Romana et San Pedro de Macoris.
Les opérations commencent en 1970 à San Pedro de Macoris, mais rencontrent quelques difficultés. Enfin, en 1978, le Centre Régional de l'Université de l'Est (CURE) propose de l'installer rue du Château Remigio, près de l'angle Duverge, sous le nom actuel de l'Université autonome de Saint Domingue (UASD) - Centre de Higüey .